# 相雲内岳
相雲内岳（そううんないだけ）は、北海道の雨竜郡幌加内町にある標高607.9mの山である。山頂には二等三角点「相雲内」が設置されている。

## 概要
天塩山地中央部にある主稜線上の標高525mの無名峰から東に伸びる支稜線上に摺鉢山を経て連なる。山麓には添牛内地区があり、かつては深名線の添牛内駅があったことで知られる。
山名は現在の雨竜川支流の早雲内川に由来するが源頭の山ではない。かつてはアイヌ語で「ソーウンナイ（滝・ある・川）」と呼ばれており、「滝」は現在の早雲内滝を指すとされる。なお山麓の「添牛内」は「ソーウンナイ」が転訛したものである。
登山道は存在しないため残雪期に登られる。国道239号にある駐車スペースから相雲内岳南側の尾根に取り付いて山頂へ直登するのがメインルートである。中には支稜線を歩いて摺鉢山へ登る人もいる。